# Гершель (лунный кратер)
Кратер Гершель (лат.  Herschel), не путать с кратером Гершель Дж. или кратером Гершель К., а также с кратером Гершель на Марсе и кратером Гершель на Мимасе, спутнике Сатурна, — крупный молодой ударный кратер в центральной экваториальной области видимой стороны Луны. Название присвоено в честь английского астронома немецкого происхождения Уильяма Гершеля (1738—1822) и утверждено Международным астрономическим союзом в 1935 г. Образование кратера относится к эратосфенскому периоду.

## Описание кратера
Ближайшими соседями кратера являются кратер Лаланд на западе; кратер Фламмарион на северо-западе; кратер Реомюр на северо-востоке; кратер Гюлден на востоке; кратер Мюллер на юге-юго-востоке; кратер Птолемей на юге, а также кратер Пализа на юго-западе. На севере от кратера находится Залив Центральный. Селенографические координаты центра кратера 5°41′ ю. ш. 2°05′ з. д. / 5,69° ю. ш. 2,09° з. д., диаметр 39,1 км, глубина 3,33 км.
Кратер имеет циркулярную форму с спрямленной западной частью и четко очерченной кромкой вала, умеренно разрушен. Внутренний склон вала террасовидной структуры. К южной-юго-западной части вала примыкает сателлитный кратер Гершель G (см.ниже). Средняя высота вала кратера над окружающей местностью 1030 м, объем кратера составляет приблизительно 1200 км³. Дно чаши кратера темного цвета, неровное, с группой центральных пиков несколько смещенных к западу от центра чаши. Возвышение центральных пиков составляет около 800 м.

## Сателлитные кратеры
| Гершель | Координаты                                        | Диаметр, км |
| ------- | ------------------------------------------------- | ----------- |
| C       | 5°01′ ю. ш. 3°11′ з. д. / 5,01° ю. ш. 3,18° з. д. | 9,9         |
| D       | 5°19′ ю. ш. 3°59′ з. д. / 5,32° ю. ш. 3,99° з. д. | 19,2        |
| F       | 5°47′ ю. ш. 4°23′ з. д. / 5,79° ю. ш. 4,39° з. д. | 5,8         |
| G       | 6°30′ ю. ш. 2°25′ з. д. / 6,5° ю. ш. 2,41° з. д.  | 12,3        |
| H       | 6°19′ ю. ш. 3°27′ з. д. / 6,31° ю. ш. 3,45° з. д. | 4,7         |
| J       | 6°25′ ю. ш. 4°17′ з. д. / 6,42° ю. ш. 4,28° з. д. | 4,8         |
| N       | 5°13′ ю. ш. 1°05′ з. д. / 5,22° ю. ш. 1,09° з. д. | 14,4        |
| X       | 5°22′ ю. ш. 2°43′ з. д. / 5,36° ю. ш. 2,72° з. д. | 2,7         |

- Сателлитный кратер Гершель C включен в список кратеров с темными радиальными полосами на внутреннем склоне Ассоциации лунной и планетарной астрономии (ALPO)[6].